# – (álbum)
– (pronunciado Subtract) é o sexto álbum de estúdio do cantor britânico Ed Sheeran. Produzido por Aaron Dessner, foi lançado em 5 de maio de 2023.

## Antecedentes
Sheeran anunciou o título do álbum, a lista de faixas e a data de lançamento em 1.º de março de 2023 por meio de todas as plataformas de mídia social. Também anunciou uma mini turnê europeia de 23 de março a 2 de abril, para complementar o lançamento do primeiro single do álbum. O álbum foi produzido e co-escrito por Aaron Dessner, membro da banda de rock americana The National. Sheeran e Dessner escreveram mais de 30 canções juntos durante uma sessão de estúdio de um mês, que foi reduzida para as 14 canções finais do álbum.

## Listas de faixas
| Versão padrão |                          |              |         |  |
| N.º           | Título                   | Produtor(es) | Duração |  |
| 1.            | "Boat"                   |              | 3:05    |  |
| 2.            | "Salt Water"             |              | 3:59    |  |
| 3.            | "Eyes Closed"            |              | 3:14    |  |
| 4.            | "Life Goes On"           |              | 3:30    |  |
| 5.            | "Dusty"                  |              | 3:42    |  |
| 6.            | "End of Youth"           |              | 3:51    |  |
| 7.            | "Colourblind"            |              | 3:29    |  |
| 8.            | "Curtain"                |              | 3:44    |  |
| 9.            | "Borderline"             |              | 3:57    |  |
| 10.           | "Spark"                  |              | 3:34    |  |
| 11.           | "Vega"                   |              | 3:34    |  |
| 12.           | "Sycamore"               |              | 2:50    |  |
| 13.           | "No Strings"             |              | 2:54    |  |
| 14.           | "The Hills of Aberfeldy" |              | 3:15    |  |

## Paradas e posições
| País/Parada (2023)                    | Melhor posição |
| ------------------------------------- | -------------- |
| Australian Albums (ARIA)              | 1              |
| Bélgica (Ultratop Flandres)           | 1              |
| Bélgica (Ultratop Valônia)            | 1              |
| Países Baixos (Dutch Charts)          | 1              |
| Finlândia (Suomen virallinen lista)   | 5              |
| Alemanha (Offizielle Deutsche Charts) | 1              |
| Irlanda (Official Irish Albums)       | 1              |
| Italian Albums (FIMI)                 | 2              |
| Japão (Oricon)                        | 8              |
| Japanese Combined Albums (Oricon)     | 8              |
| Japanese Hot Albums (Billboard Japan) | 7              |
| Lithuanian Albums (AGATA)             | 26             |
| New Zealand Albums (RMNZ)             | 1              |
| Escócia (Official Scottish Albums)    | 1              |
| Swedish Albums (Sverigetopplistan)    | 1              |
| Suíça (Schweizer Hitparade)           | 1              |
| Reino Unido (Official Albums Chart)   | 1              |

## Histórico de lançamento
| Região | Data              | Formato(s)                                  | Edição | Gravadora       | Ref.   |
| ------ | ----------------- | ------------------------------------------- | ------ | --------------- | ------ |
| Vários | 5 de maio de 2023 | Cassete CD download digital streaming vinil | Padrão | Asylum Atlantic | [ 23 ] |
| Vários | 5 de maio de 2023 | CD download digital streaming vinil         | Deluxe | Asylum Atlantic | [ 24 ] |